# エピック・レコード
エピック・レコード（Epic Records）はアメリカ合衆国のレコード・レーベルで、米ソニー・ミュージックエンタテインメントの子会社。
日本ではソニー・ミュージックレーベルズ（SML）の社内カンパニーであるソニー・ミュージックジャパンインターナショナル（SMJI）より発売。

## インプリント・レーベル
- 550ミュージック（閉鎖）
- MJJミュージック（閉鎖、マイケル・ジャクソンの自己レーベル）
- エピック・ストリート（ヒップ・ホップ系）
- デイライト・レコード
- DCフラグ・レコード
- グローワーム・レコード
- ヒドゥン・ビーチ・レコーディングス（ヒップ・ホップ; ソウル/R&B系）
- オーケー・レコード
- ポートレート・レコード（閉鎖）
- ルースレス・レコード（閉鎖、イージーEとジェリー・ヘラーにより1987年に創設）
- ワーク・レコード（閉鎖）

## 沿革
オリジナルはコロムビア/CBSレコードのジャズ・クラシック音楽を専門に取り扱うレーベルとして1953年に創設された。著名なクラシックのミュージシャンとして、ジョージ・セルとクリーヴランド管弦楽団、ベルリン・フィルハーモニー管弦楽団やジュリアード弦楽四重奏団、アンタル・ドラティなどが挙げられるが、現在は多種多様なジャンルの音楽を供給している大手レーベルとなった。
1988年に親会社のCBS・レコードグループがソニーに買収される（1991年にCBSレコードはソニー・ミュージックエンタテインメントに改称）。2004年に米ソニー・ミュージックはベルテルスマン傘下のBMGと合併、ソニーBMG・ミュージックエンタテインメントを発足した。2008年にソニーは、ソニーBMG株式のベルテルスマン持分を取得しソニーBMGを完全子会社化（2009年にソニー・ミュージックエンタテインメントに改称）。現在はエピック・レコードは、ソニー・ミュージックの傘下にある。

## 日本コロムビア時代の日本のエピック・レコード
日本において初めてエピック・レコードを発売したのは日本コロムビア傘下の日蓄工業で、1956年9月に第1回新譜が発売された。その後1962年に日蓄工業のレコード制作部門は日本コロムビアに併合され、1968年6月末までに同社が取り扱っていたCBS（コロムビア）レコードと共に日本国内における新譜の発売を終了、その後の日本におけるエピック・レコードは1971年7月にCBS・ソニーレコード（現：ソニー・ミュージックレーベルズ）の派生レーベルとして機能することとなった。

## レーベルマークの変遷
- 初代（設立時〜1960年代）、5代目（1999年〜2006年）：「EPIC」の周りを放射線のようなものが囲んでいる。1999年～2006年の間に再使用されている（日本市場では2000年以降このマークを使用中。また、日本コロムビア時代の1968年までに発売されたレコードおよび1971年7月にCBS・ソニーレコードから発売された当初のレコードも同様）。
- 2代目（1970年代〜1978年頃まで）：「E」の字（小文字の"e"）を円状にあつらえたもの。ロゴマークの下には活字体（ヘルベチカ）の「Epic」入り。
- 3代目（1978年頃〜1990年）、6代目（2006年〜2011年）、8代目 （2016年〜）：筆記体で「Epic」と描かれたもの。2006年から5年間、同社のロゴマークとして復活（日本市場では洋楽部門のみ再度、再々度採用し、邦楽部門でも25周年記念のイベント『LIVE EPIC 25』にて限定採用）。
- 4代目（1991年〜1999年）：「E」の字を幾何学的にした牧歌的な雰囲気のもの。
- 7代目（2011年〜2015年）：赤色のローマン体の小文字（日本市場では洋楽部門のみ使用し、邦楽部門は未採用）。

## ミュージシャン（過去の所属者も含む）
| - アバ - AC/DC - アダム&ジ・アンツ - アダム・アント - アフターズ、ジ - アケボシ - オルタード・イメージス - アナスタシア - エージェント - アセリン・デビソン - アシュリー・ブレス - オーディオスレイヴ - オーガスターナ - オートラックス - バーシア - ベン・フォールズ - ベヴァリー・キャラヴァン - ビリー・ポール - ブロンディ - ボビー・ゴールズボーロ - ボビー・ヴィントン - ボストン - ボックス・オブ・フロッグス - ブリントン・ウッド - BROS - カーリー・サイモン - キャロル・キング - キャトル - セリーヌ・ディオン (US) - チャーリー・D・アンド・ミロ - チャーリー・リッチ - チェイス - チープ・トリック - チェヴァル - シャイアン・キンボール - クラッシュ、ザ - クリスティー - クリード - カルチャー・クラブ（当初の北米での配給先。「Epic」ロゴの隣に「Virgin」のロゴがあった。現在はヴァージン・レコード・アメリカから発売されている） - シンディ・ローパー - デンジャー・デンジャー - デイヴ・クラーク・ファイヴ - デイライツ、ザ - デッド・オア・アライヴ - デルタ・グッドレム - デリク・ウェブ - ディスサイシプル - ドナ・サマー - ドノヴァン - ドープ - デュラン・デュラン - エドガー・ウィンター - エイティーン・ヴィジョンズ - ヨーロッパ - ファイヴ・スター - フライ、ザ - フランツ・フェルディナンド | - ジョージ・ジョーンズ - ジョージ・マックリー - ジリオラ・チンクェッティ - ジェニュワイン - グロリア・エステファン/マイアミ・サウンド・マシーン - グッド・シャーロット - ハロルド・メルヴィン&ザ・ブルー・ノーツ - ハード・ショップ、ザ - ヒートウェーヴ - ヘルイェー - ホリーズ - ハウイー・デイ - ハーツ - インキュバス - インディゴ・ガールズ - アイズレー・ブラザーズ - ジャクソンズ - ジャミロクワイ - ジェフ・ベック - ジェファーソン・エアプレイン - ジェニファー・ロペス - ジェシカ・シンプソン - ジミー・ボ・ホーン - ジョー・サントリアーニ - ジョン・クーパー・クラーク - ジョン・デイヴィス&ザ・モンスター・オーケストラ - ジョニー・ナッシュ - ジョナサン・ワリッシュ - ジョシュ・ホーグ - ジュリアナ・セオリー、ザ - カンサス - K.C.&ザ・サンシャイン・バンド - コーン - ラベル - ラム・オブ・ゴッド - ライヴ - リヴィング・カラー - ロス・ロンリー・ボーイズ - ルー・ロウルズ - ルル - ルーサー・ヴァンドロス - メイシー・グレイ - マンディ・ムーア - マーティー・ワイルド - マーシュマカーン - メイソン・ジェニングス - マティスヤフ - マッコイズ、ザ - ミート・ローフ - メラニー・ソーントン - MFSB - マイケル・ジャクソン - ミディ・マクシ&エフティ - マインド・ファンク - ミニー・リパートン - ミランダ・ランバート - モデスト・マウス | - モーターヘッド - マッドヴェイン - ナターシャ・ベディングフィールド - ニッキ・フローレス - オージェイズ、ジ - オアシス (US/Brazil) - オクトーバー・プロジェクト - オマリオン - オンリー・ワンズ、ジ - オジー・オズボーン - パール・ジャム - フォトス、ザ - プリファブ・スプラウト - プロング - パフィー・アミユミ（パフィー） - クワイエットドライヴ - レイジ・アゲインスト・ザ・マシーン - RATT - レイ・ブライアント - REOスピードワゴン - リッキー・マーティン - シャーデー - セイラー - サラ・パクストン - シェイキン・スティーヴンズ - シャキーラ - シャーベット - シャダー・トゥ・シンク - シュット・アップ・ステラ - シンセロス、ザ - スカンク - スライ&ザ・ファミリー・ストーン - ソーシャル・ディストーション - スピン・ドクターズ - スタージェッツ、ザ - スティーヴ・ヴァイ - スティーヴィー・レイ・ヴォーン - スイサイダル・テンデンシーズ - システム・オブ・ア・ダウン - タミー・ウィネット - テッド・ニュージェント - テディ・ペンダーグラス - テネイシャスD - ザ・ザ - サード・ディグリース、ザ - ティナ・チャールズ (歌手) - トリ・アモス - トランプス、ザ - トレメローズ、ザ - USA&ヨーロピアン・コネクション - ヴェンデッタ・レッド - ウェイロン・ジェニングス - ワム! and ジョージ・マイケル - ワイルド・チェリー - ザ・ヤードバーズ (US) - 宇多田ヒカル - MILLENNIUM PARADE |